# Theroteinus
Theroteinus is een geslacht van uitgestorven zoogdieren uit de orde Haramiyida. De enige soort is T. nikolai. Het geslacht is bekend van het Rhaetien (Boven-Trias) van Saint-Nicolas-de-Point in Frankrijk. Het geslacht is bekend van geïsoleerde kiezen en valse kiezen. De specialisaties van de tanden zijn waarschijnlijk een aanwijzing dat Theroteinus harder en 'knapperiger' at dan andere Haramiyida. 